# Фієрі (округ)
Фієрі (алб. Rrethi i Fierit) — один з 36 округів Албанії, розташований на південному заході країни.
Округ займає територію 850 км² і відноситься до області Фієрі. Адміністративний центр — місто Фієрі.
Фієрі — стародавнє місто, відоме як Аполлонія Іллірійська, де якийсь час навчався знаменитий римський оратор Цицерон.

## Географічне положення
Округ розташований у південній частині рівнини Мюзеке. Лише на південному сході вона переходить в пагорби.
Округ відноситься до п'яти найгустонаселеніших округів Албанії. Велика частина населення як і раніше живе в сільській місцевості. Найбільші населені пункти округу: Фієрі (60 000 чол.), Патос (22 700 чол.) і Росковец (6600 чол.).

## Економіка і промисловість
Першорядне значення для економіки округу має нафтове родовище в східній частині округу. Регіон вважається промислово розвиненим.
Цікавими для туристів у майбутньому можуть стати руїни античного міста Аполлонія. Узбережжя Адріатичного моря теж ще не освоєно.

## Адміністративний поділ
Округ Фієрі складається з 3 міст: Фієрі, Патос, Росковец і комун: Cakran, Dërmenas, Frakull, Kuman, Kurjan, Levan, Libofsha, Mbrostar, Portëz, Qënder Çlir, Ruzhdija, Struma, Topoja, Zharëz.